# Croton manampetsae
Espèce
Classification APG II (2003)
Croton manampetsae est une espèce de plantes à fleurs du genre Croton et de la famille Euphorbiaceae présente au sud-ouest de Madagascar.